# 7656 Joemontani
7656 Joemontani eller 1992 HX är en asteroid i huvudbältet som upptäcktes den 24 april 1992 av Spacewatch vid Kitt Peak-observatoriet. Den är uppkallad efter Joseph L. Montani.